# Саратовска губерния
Саратовска губерния (на руски: Саратовская губерния) е губерния на Руската империя и Съветска Русия, съществувала от 1797 до 1928 година. Разположена е в южната част на Европейска Русия, на десния бряг на река Волга, а столица е град Саратов. Към 1897 година населението ѝ е около 2,4 милиона души, главно руснаци (76,7%), немци (6,9%), украинци (6,2%), мордовци (5,1%) и татари (3,9%).
Създадена е през 1797 година на мястото на дотоговашното Саратовско наместничество. През 1801 година части от територията ѝ са обособени в Пензенска губерния, а през следващите десетилетия други части са прехвърлени във Воронежка, Астраханска и Самарска губерния. През 1918 части от територията ѝ са прехвърлени в Автономната съветска социалистическа република на немците от Поволжието. През 1928 година става основа на новосъздадената Долноволжка област.